# レマーゲン
レマーゲン（独： Remagen）は、ドイツ連邦共和国南西部のラインラント＝プファルツ州アールヴァイラー郡に存在する市。ケルンから車で約1時間、以前の首都であったボンの南、ライン川の西岸に位置する。夏には10分から15分間隔でフェリーが出る。
美しく手入れされた建築物や教会、城や山、多くの店が並ぶ歩行者天国が存在する。
第二次世界大戦末期、連合軍がライン川渡河に使用したルーデンドルフ橋（通称レマーゲン鉄橋）が存在したことで知られる。